# Teatro Principal (Inca)
El Teatro Principal de Inca (en catalán, Teatre Principal d´Inca) es un centro de arte dramático situado en la ciudad española de Inca en las Islas Baleares (España). Fue inaugurado en 1914.

## Historia

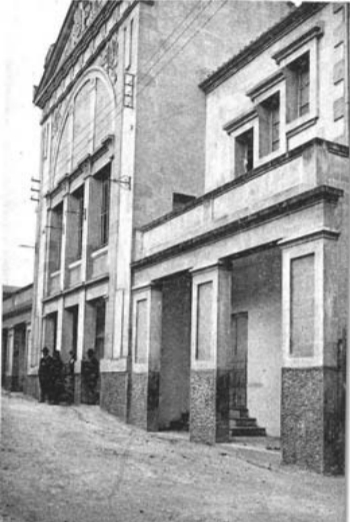
Fachada en 1930

La primera noticia oficial del proyecto del teatro es en diciembre de 1912. En enero de 1913 se crea la Junta del teatro, presidida por Gori Balaguer. En poco tiempo, cincuenta ciudadanos compran obligaciones ya que se financió con dinero exclusivamente privado. En febrero del mismo año, el arquitecto Guillem Reynés presenta los planos del edificio, inspirado en el Teatro Lírico de Palma, y poco después se da comienzo a las obras. Una plantilla de cuarenta personas llegaron a trabajar en construcción simultáneamente. En noviembre del 1914 el capitán general de Baleares, el presidente de la Audiencia, el de la Diputación junto con la plana mayor de autoridades de las Islas se desplazaron a Inca aquel día (se fletaron trenes) para asistir a la inauguración del Teatro Principal símbolo de la burguesía local, se inauguró con una opereta de Amadeo Granieri llamada La princesa del dólar.
La proyecciones cinematográficas estuvieron presentes desde la inauguración del edificio. El Cronista oficial de Inca Gabriel Pieras, ha documentado la adquisición de un proyector cinematográfico de la marca Gaumont por 8.000 pesetas. La primera película que se proyectó fue Cabiria, un film italiano sobre las guerras púnicas.

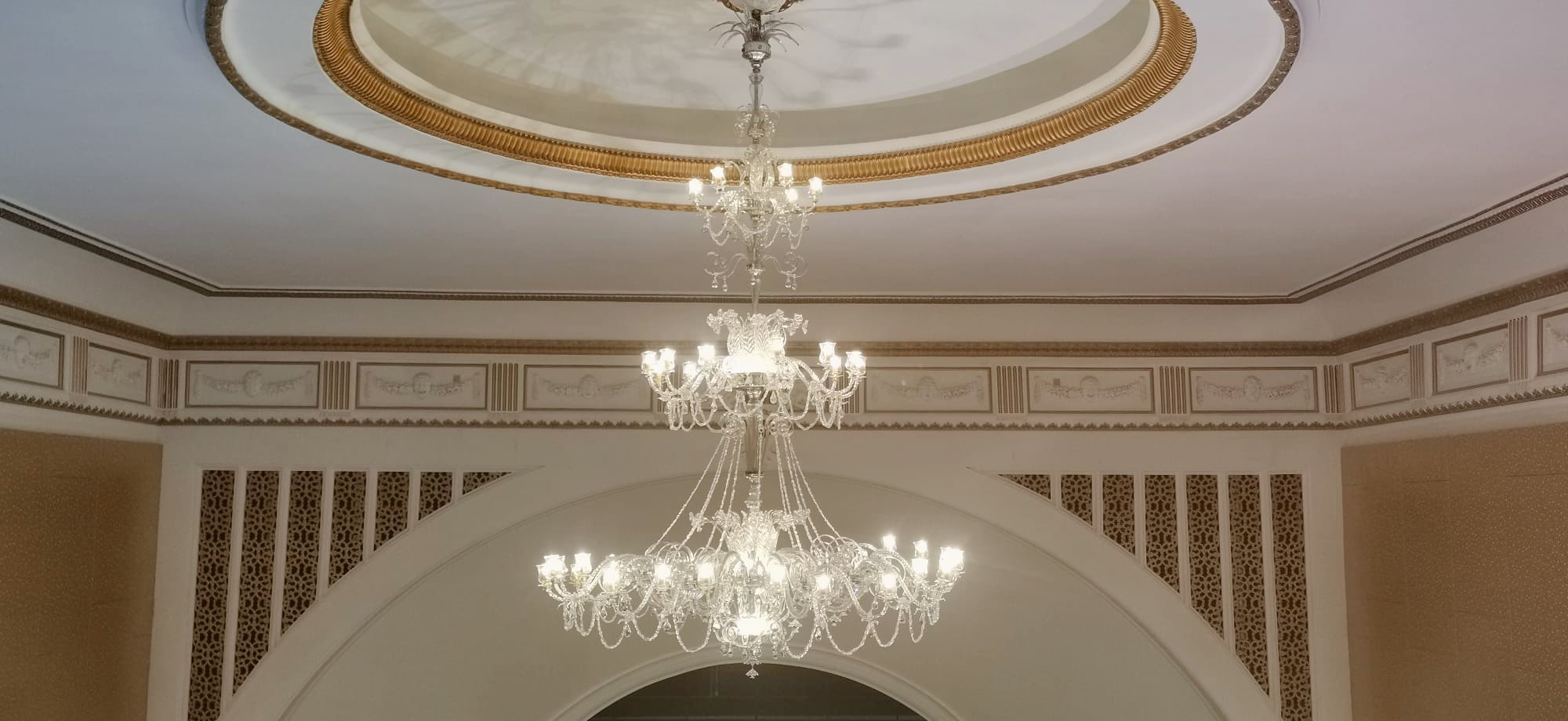
Lámpara de Araña Gordiola

A mediados de 1945 los propietarios pidieron permiso para rehabilitarlo. Esta reforma duró hasta 6 años. El encargado de la reforma fue el arquitecto Francesc Cases Llompart quien eliminió en casi su totalidad todos los caracteres modernistas que tenía el edificio, pasando a ser de carácter racionalista. La reapertura se realizó en 1946 con un concierto a cargo de la compañía Lírica de Jordi Castell con la intervención del barítono mallorquín, Francesc Bosch.

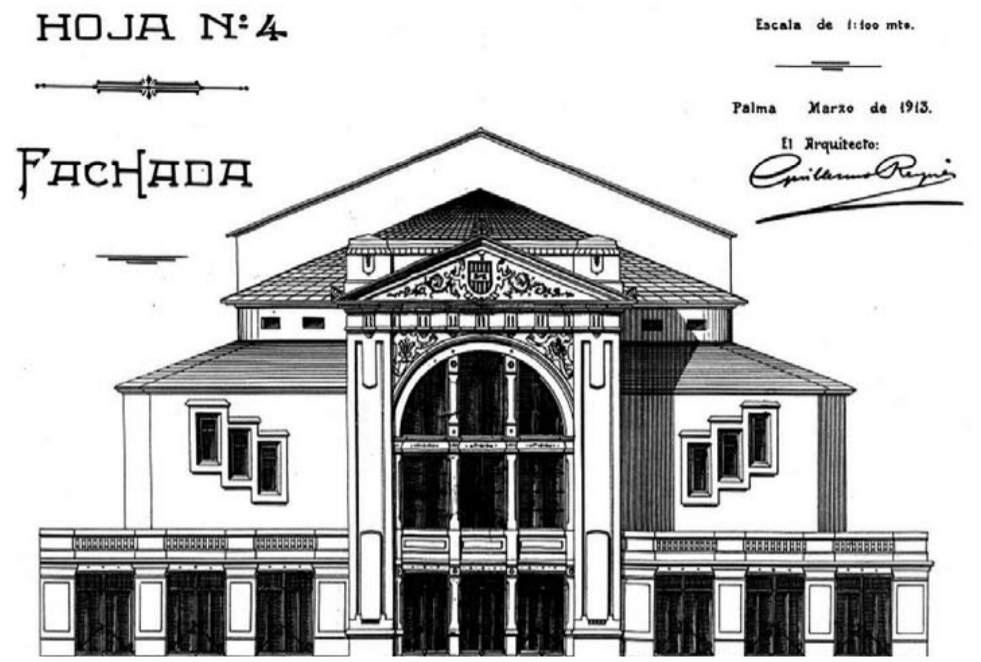
Alzado del edificio en 1913

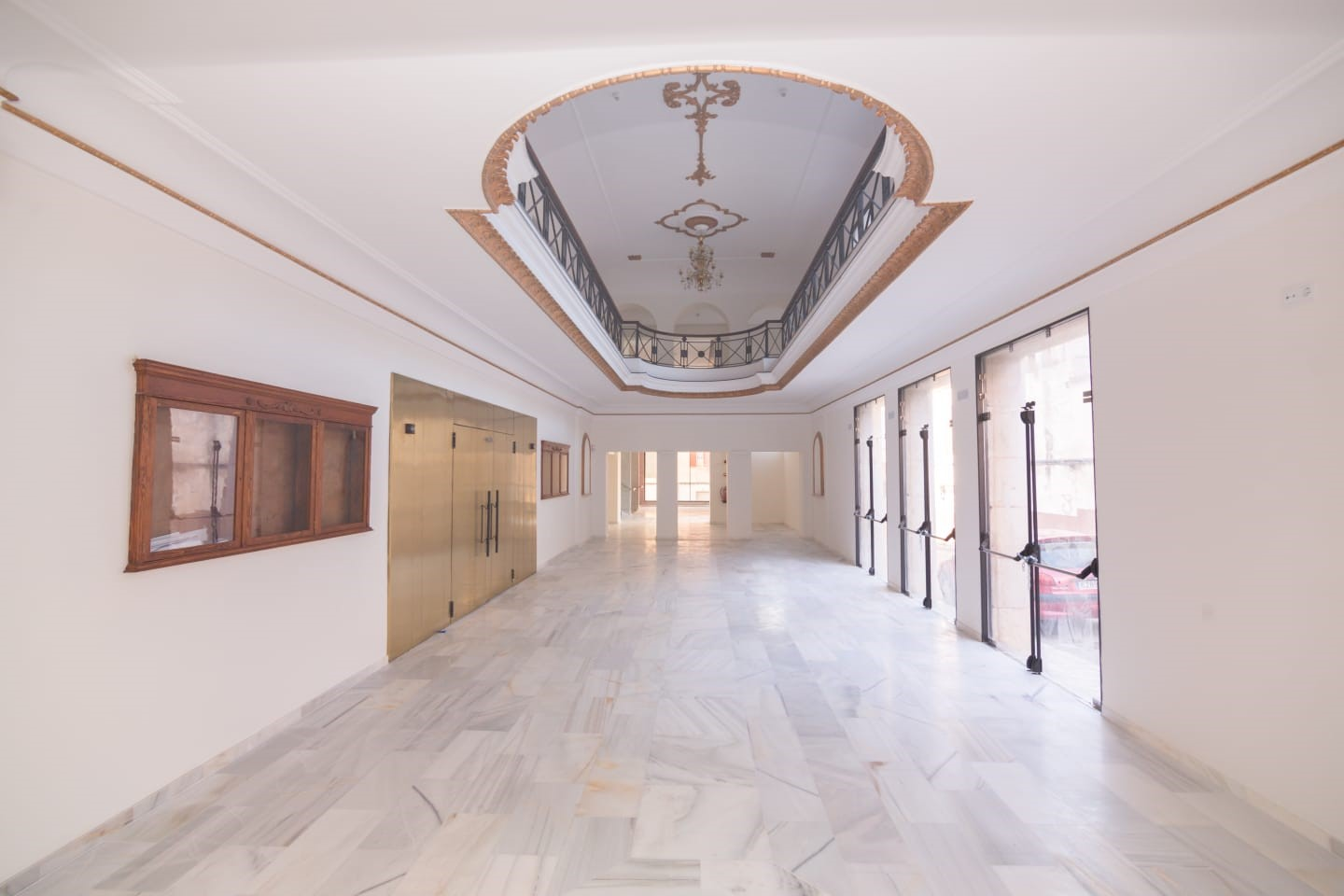
Sala tras la reforma

En el año 2013, debido al abandono y deterioro del edificio se toma la decisión por parte de los propietarios del edificio (Ayuntamiento de Inca, Gobierno Balear y Consejo de Mallorca) de reformarlo y volver a poner en funcionamiento. Tras casi ocho años después de licitaciones judiciales por incumplimientos de plazos de entrega por parte de las diversas adjudicatorias de las obras, se anuncia una última adjudicación que dará por finalizada la obra en el verano de 2021.
El 29 de julio de 2021 se dan por terminadas las obras del teatro con la entrega y recepción por parte del Ayuntamiento de las obras de la empresa adjudicataria (Amer, obres y serveis), quedando pendientes de la contratación de los servicios básicos.
Finalmente el Ayuntamiento de Inca anuncia la apertura al público el día 14 de noviembre de 2021 (coincidiendo en fecha con su inauguración en 1914) con una jornada de puertas abiertas con visitas guiadas y el estreno de la sala el 17 de noviembre con el monólogo titulado Ante todo mucha calma protagonizado por José Corbacho.
En enero de 2023, el ayuntamiento de Inca anuncia la demolición de unos edificios abandonados frente al edificio del Teatro Principal para convertir el lugar en una plaza pública que será utilizada como sala abierta (denominada Tercera Sala). Está anunciada que será operativa a partir del verano del 2024.

## Polémica
Antes de la noticia oficial de la creación del Teatro en 1912, se originó opiniones en los diferentes periódicos locales e incluso discusiones entre sus redactores, algunos de ellos contrarios a la creación del edificio. En el periódico conservador-católico Ca Nostra se posiciona en contra de la creación del edificio cuando crítica al periódico de tendencia progresista El Heraldo de Inca quien si se posiciona a favor. Ca Nostra escribe 

Nosotros creemos que se debe consultar a las autoridades la conveniencia de construir o no dicho Teatro (..). Conste que en principio no estamos en contra pero se está invitando a las familias pudientes a contribuir como una obra de moralidad y cultura, pero estas familias ricas y acomodadas son honradas y cristianas (..) hay que poner los pies en el suelo para una construcción que puede ser, como norma general, una cantina de vicios.
Ca Nostra, 1 de febrero de 1911

En julio de 1911 quedan claras las grandes diferencias entre estos dos periódicos donde Ca Nostra dedica tres páginas a las críticas y contracríticas de ambos periódicos llegando a acusarse entre ellos de intereses católicos como la ironía del Heraldo de Inca al decir: «¿No es verdad que el director del Ca de Inca hubiese obrado santamente si se hubiese limitado a decir en su periodico?: En buen dia de ascencion del señor en el Teatro cantan couplets indecentes (...)» o de intereses empresariales cuando el Ca de Inca escribe aludiendo al Heraldo de Inca: «sea un estímulo para que aprovechándose de las ventajosas posiciones que ocupan (empresario del Teatro uno y Director de periódico otro)» además de una supuesta agresión física: «de las huellas que los puñetazos dejaron impresas en el rostro y cabeza del Director de Ca Nostra puede reirse bien D. Bernado Oliver» (propietario del Teatro).»
En 1916 la dirección del Teatro Principal fue señalada y avisada por parte del diario católico La Veu d´Inca al hacer la siguiente afirmación: «Muy conocidas son las tendencias inmorales que predominan desde hace muchos años en las representaciones teatrales.(..) poner sumo cuidado para evitar que pueda el teatro convertirse en cátedra de deshonestidad y desvergüenza, halagando los más groseros instintos de un público en vías de corrupción».

## Características
Edificio de tres cuerpos, uno central de planta baja con cuatro alturas y dos laterales de tres plantas el de la derecha y dos plantas el de la izquierda. Las fachadas están realizadas con piedra de Marés.
El cuerpo central presenta en la planta baja tres portales de linda y una falsa ventana en ambos lados. La primera y segunda planta tienen las mismas características. La tercera planta separada por una amplia cornisa posee cinco ventanas. Todas las ventanas son rectangulares, las ventanas de la primera y segunda planta están enmarcadas con piedra. El cuerpo lateral izquierdo presenta de un portal de linde de grandes dimensiones en la planta baja y dos ventanas rectanguales en cada una de sus siguientes dos plantas. El cuerpo lateral derecho solo dispone de una abertura en la esquina con un pilar central con dos pequeñas ventanas. El interior presenta características clásicas, destaca ornamentos hechos de yeso, la gran lámpara central y las barandillas de los palcos realizados en forja.
 Tiene una gran lámpara central de araña de la empresa Gordiola, que fue restaurada en 2021 por la misma empresa.

## Directores del teatro
Han sido directores del teatro, desde su apertura: 
- Bernardo Oliver
- Biel Amer (actualidad)

## Estrenos absolutos en el Teatro Principal

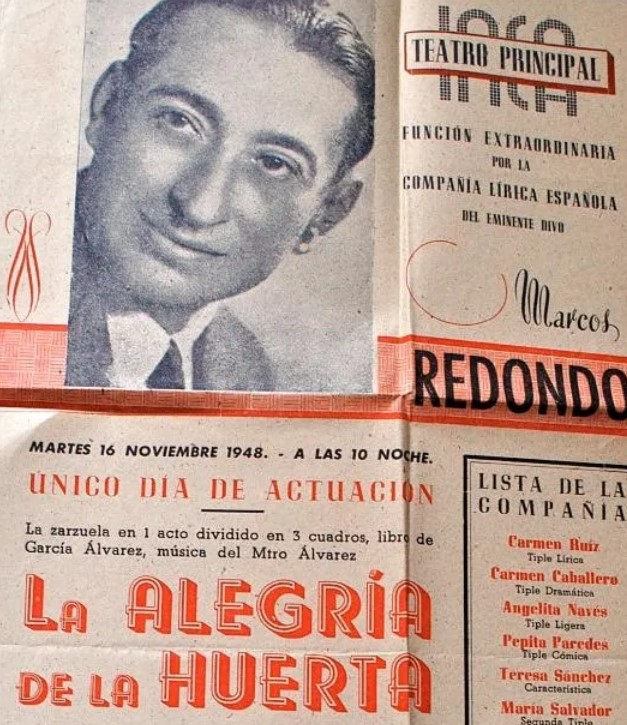
Detalle de Cartel

### Teatro y obras musicales

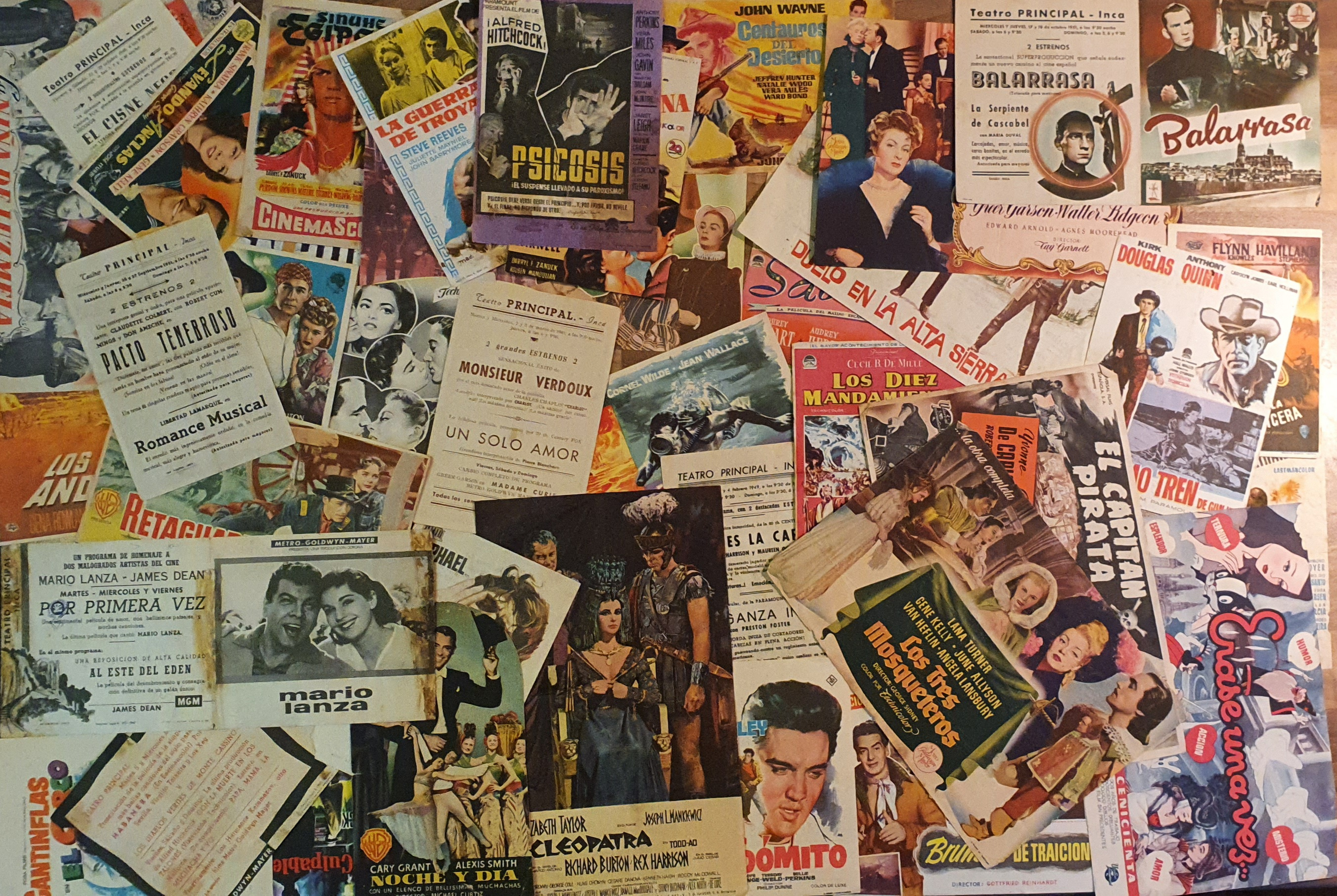
Programas de Cine Teatro de Inca (Can Borges)

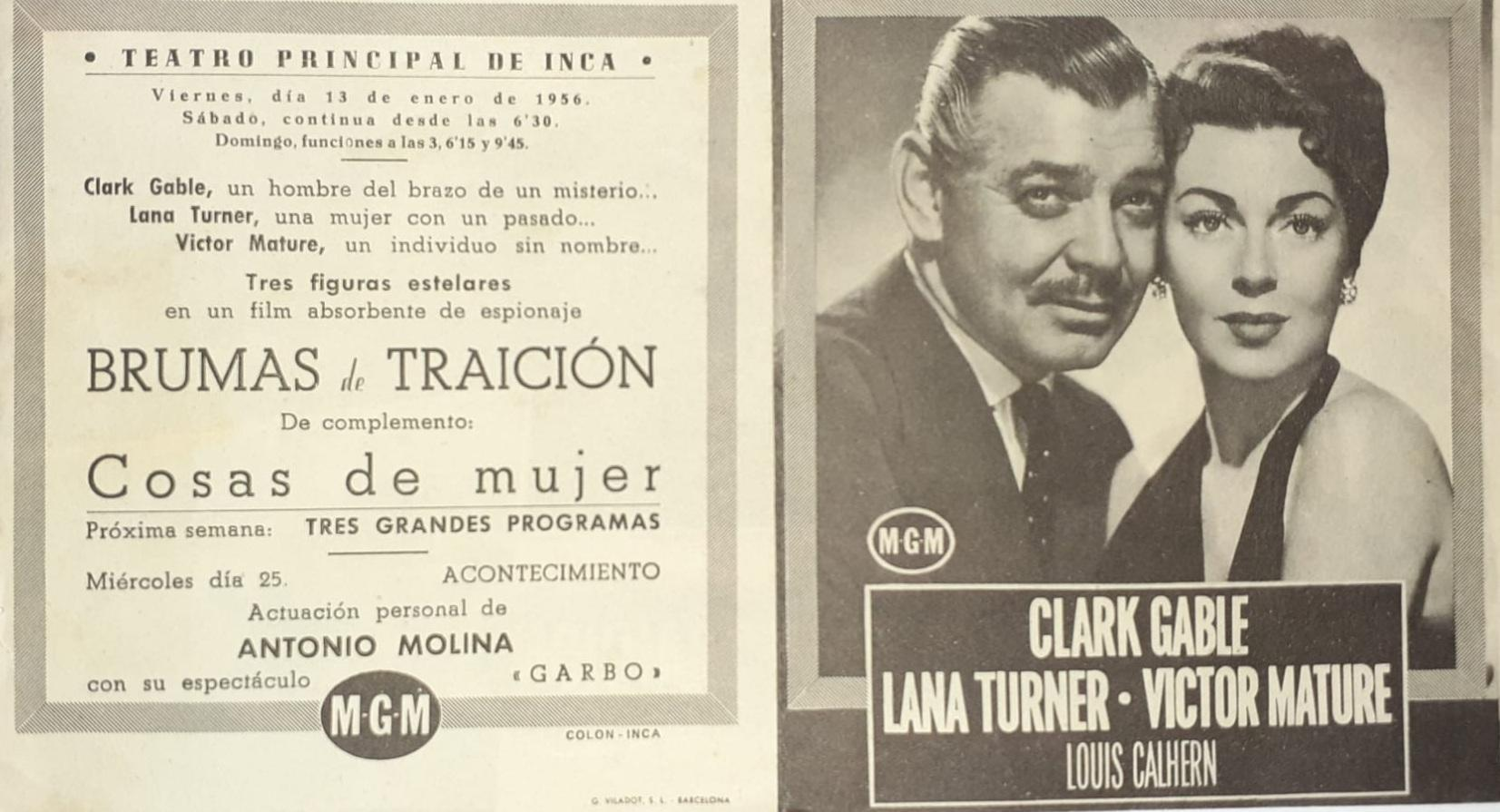
Programa de mano de Brumas de traición.

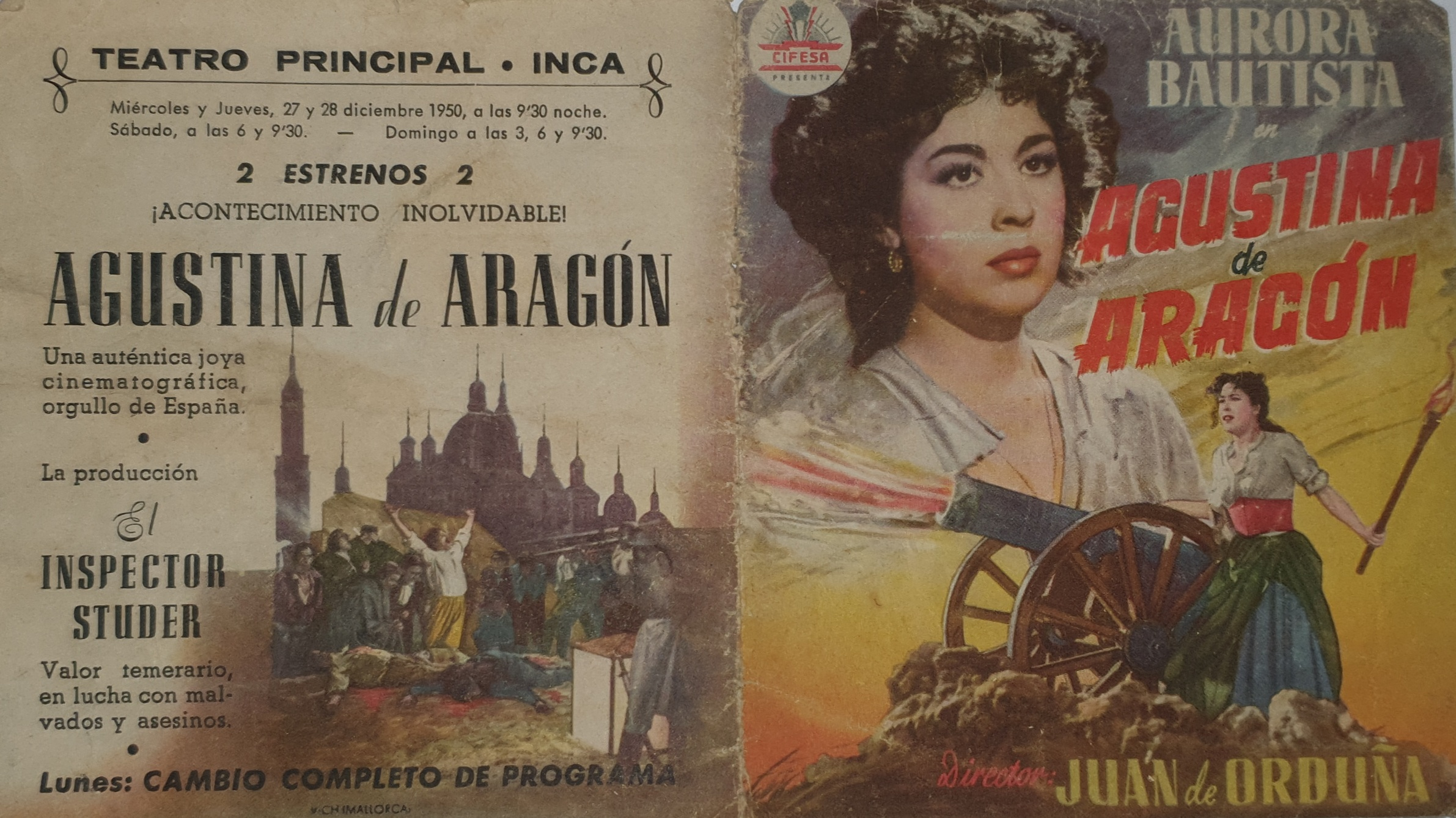
Programa de mano de Agustina de Aragón.

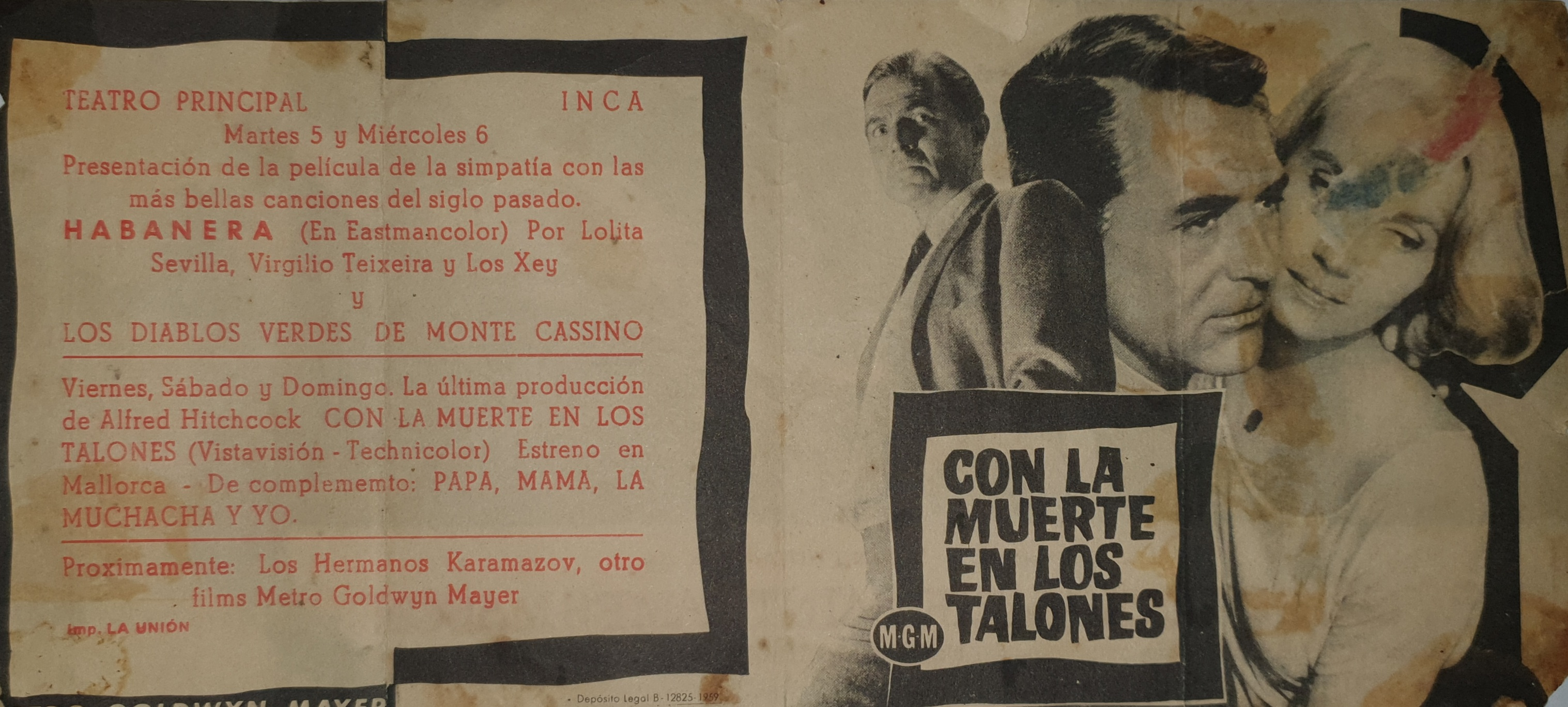
Programa de mano de Con la muerte en los talones.

- 1914 La princesa del Dolar (Opera)
- 1915 El Místic (Compañía Catalana de Teatro Casals)
- 1918 Quince días de reinado (Teatro)
- 1947 Orquesta Sinfónica de Mallorca (Concierto Teatro)
- 1948 La alegría de la huerta (Zarzuela)
- 1955 De corazón a corazón (Zarzuela)
- 1956 Sucedió en Mallorca (Teatro)
- 1957 Estrella de España (Estrellita Castro)
- 1958 Es Socre de Hado Rosa (Teatro)
- 1960 Feina i Docs Dori (Compañía de teatro regional Artis)
- 1998 X Certamen de Teatro Infantil y Juvenil

### Cine
- 1924 Odio sagrado
- 1944 El circo
- 1946 Romeo y Julieta
- 1946 Los últimos de Filipinas
- 1947 El extraño caso del Dr. Jekyll
- 1947 Gran Hotel
- 1948 La señora Parkington
- 1948 Monsieur Verdoux
- 1948 Piratas de Monterrey
- 1948 Los tres mosqueteros
- 1949 Arco de triunfo
- 1949 Fort Apache
- 1949 Débil es la carne
- 1950 Agustina de Aragón
- 1950 Sansón y Dalila
- 1951 Sangre en las manos
- 1951 De mujer a mujer
- 1951 La niña de Luzmela
- 1951 Pacto tenebroso
- 1954 La reina virgen
- 1954 El principe valiente
- 1955 Sinhué, el egipcio
- 1956 Sabrina
- 1956 Brumas de traición
- 1956 Orgullo de raza
- 1956 Las Vegas
- 1956 Quo vadis?
- 1956 Los caballeros del rey Arturo
- 1957 Gigante
- 1958 Duelo de titanes
- 1959 Las noches de Irene
- 1959 North by Northwest
- 1960 Ben-Hur
- 1960 The Young Lions
- 1960 Los diez mandamientos
- 1960 Al este del Eden
- 1960 El vagabundo y la estrella
- 1961 Espartaco
- 1961 Bello recuerdo
- 1961 Los bandeirantes
- 1961 Psicosis
- 1961 Mi último tango
- 1961 Rey de reyes
- 1962 El indomito
- 1962 Maracaibo
- 1963 Duelo en Alta Sierra
- 1963 Tómbola
- 1964 Apártate, cariño
- 1964 Cita en las Vegas
- 1965 La ley de la fuerza
- 1966 La muerte tenía un precio
- 1967 La hora 25
- 1967 Pampa salvaje
- 1970 La tonta del bote
- 1978 Donde hay patrón

### Festivales
- 1984  Festival Promoción Cultural (concierto homenaje pintor Valeriano Pinell)